# Sự nhập thể

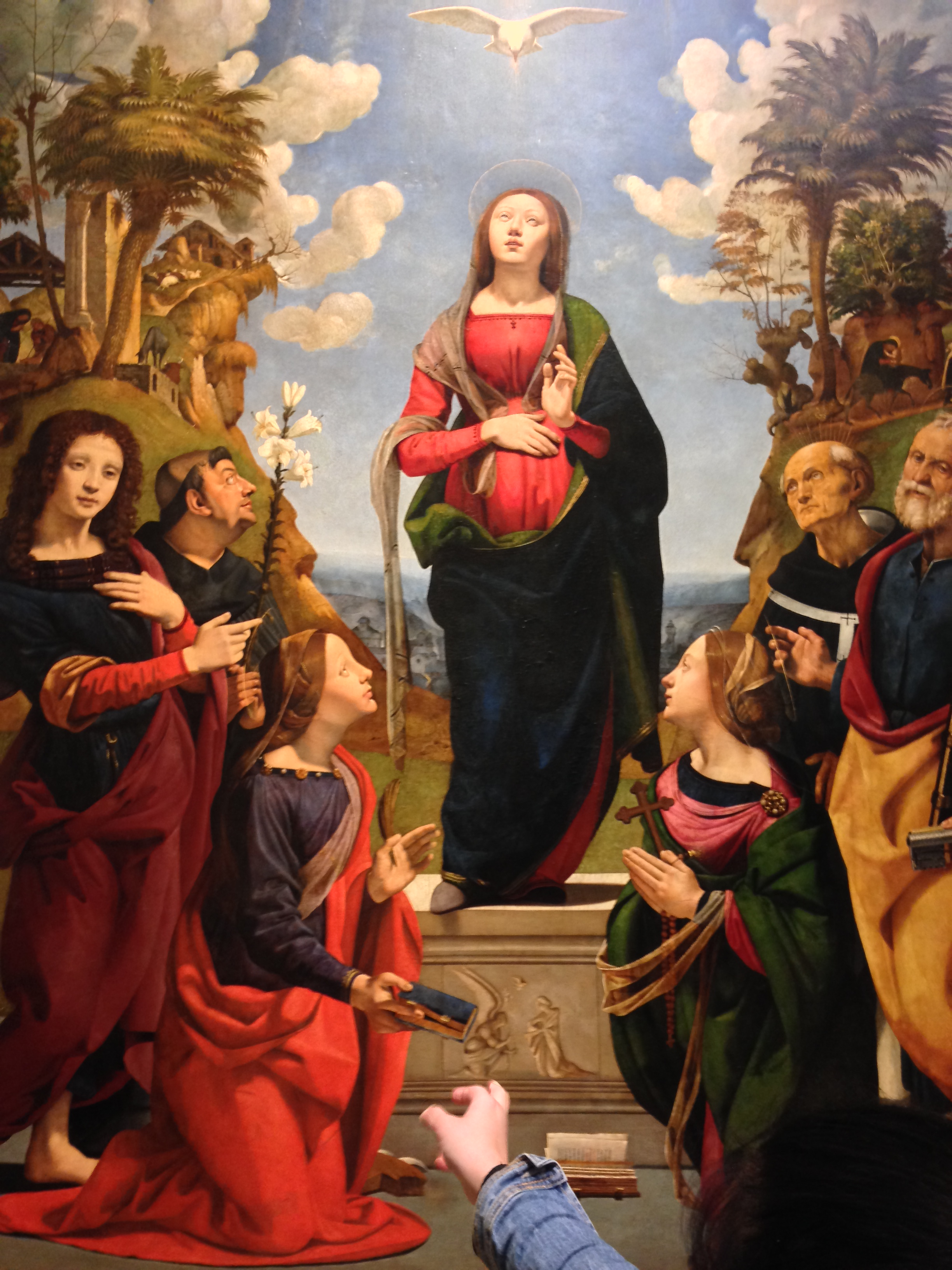
Họa phẩm về sự nhập thể của Chúa Jesus

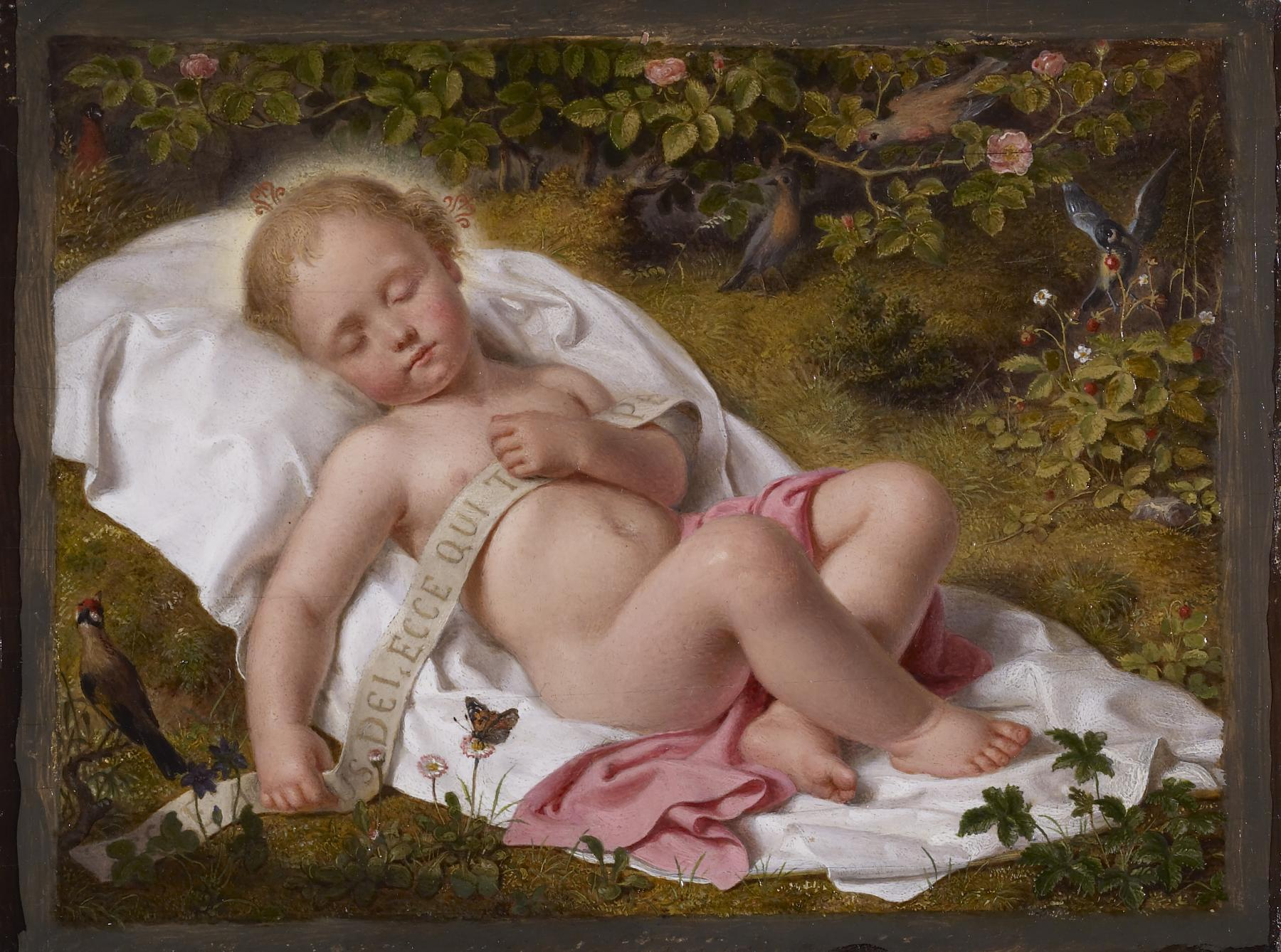
Họa phẩm Chúa hài nhi chào đời trong xác thịt của họa sĩ Andreas Johann Jacob Müller

Sự nhập thể (Incarnation) là sự xuất hiện của Đức Chúa Trời trong xác thịt, khi Đức Chúa Trời (Chúa Con Jesus Christ) sống giữa loài người thọ tạo trong hình ảnh của xác thịt bằng cách thụ thai trong tử cung của một người phụ nữ là Đức Trinh Nữ Maria hay còn được gọi là Theotokos (tiếng Hy Lạp có nghĩa là "Người mang Chúa" hoặc "Mẹ của Chúa"). Khi Đức Chúa Trời được nhập thể (hay hiện thân, hóa thân) thì Ngài có xác thịt với nhân tính bình thường, với một vỏ bọc con người bình thường, sống và làm việc trong xác thịt, Đức Chúa Trời trong chính thực chất của Ngài trở nên xác thịt, trở thành một con người. Ngài sống trong một gia đình con người bình thường, tuân theo các đạo lý và luật lệ bình thường của đời sống thường ngày của con người, với những nhu cầu bình thường của con người, bề ngoài không có dấu hiệu siêu nhiên. Hội thánh dùng từ nhập thể để gọi mầu nhiệm của sự kết của thần tính và nhân tính trong Ngôi vị thần linh duy nhất của Ngôi Lời để thực hiện công cuộc cứu rỗi, cứu chuộc, Con Thiên Chúa đã hóa thành “xác thể”, trở thành con người thật. Ðức tin vào mầu nhiệm nhập thể là dấu chỉ phân biệt của niềm tin Kitô giáo. Giáo thuyết về sự nhập thể bao hàm rằng Chúa Giê-su đồng thời vừa là Chúa hoàn toàn và vừa là con người hoàn toàn.

## Lịch sử
Sự nhập thể theo truyền thống được các Giáo hội tuân thủ Công đồng Chalcedon định nghĩa bản chất thiêng liêng của Chúa Con đã được hợp nhất nhưng không hòa trộn với bản chất con người trong một con người thần thánh (Hypostasis) là Chúa Jesus. Đây là trọng tâm trong đức tin truyền thống mà hầu hết các Kitô hữu đều vâng giữ. Các quan điểm thay thế về chủ đề này (như Ebionites và Phúc âm của người Do Thái) đã được đề xuất trong suốt nhiều thế kỷ, nhưng tất cả đều bị những tín nhân Kitô giáo Nicea (nghe theo Tín biểu Nicea) bác bỏ. Sự nhập thể được tưởng niệm và cử hành hàng năm vào Giáng sinh, và cũng có thể tham khảo Lễ Truyền tin, "các khía cạnh khác nhau của mầu nhiệm nhập thể" được cử hành vào dịp Giáng sinh và Lễ Truyền tin. Trong thời kỳ Cải cách, Michael Servetus đã giảng dạy thần học về sự nhập thể mà đã phủ nhận thuyết tam vị nhất thể (giáo lý Ba Ngôi), nhấn mạnh rằng những người theo thuyết ba ngôi tam vị nhất thể cổ điển về cơ bản là những người đã từ chối độc thần giáo trong Kinh thánh để ủng hộ triết học Hy Lạp. Servetus khẳng định rằng Con của Chúa không phải là một thực thể tồn tại vĩnh cửu, mà là một Logos trừu tượng hơn (một biểu hiện của Đức Chúa Trời chân chính duy nhất, không phải là một ngôi vị riêng biệt), bởi vậy, Servetus từ chối gọi Chúa Kitô là "Con vĩnh hằng của Đức Chúa Trời" mà thay vào đó là "Con của Đức Chúa Trời vĩnh cửu". 
Những người theo thuyết Arius sau thời kỳ Cải cách như William Whiston thường có quan điểm về sự nhập thể phù hợp với tiền tồn cá nhân của Chúa Kitô. Whiston coi sự nhập thể là của Ngôi Lời đã tồn tại trước như "một sự tồn tại Siêu hình học, in potentia hoặc theo cách thức cao hơn và siêu việt hơn trong Chúa Cha như là Sự khôn ngoan hoặc Lời của Ngài trước khi Ngài thực sự Sáng tạo hoặc Tạo ra". Jacob Bauthumley bác bỏ quan điểm cho rằng Chúa "chỉ hiện hữu trong xác thịt của Chúa Kitô, hay con người được gọi là Chúa Kitô". Thay vào đó, ông cho rằng Chúa "thực chất ngự trong xác thịt của những con người và tạo vật khác" chứ không chỉ riêng Chúa Kitô. Ngược lại với quan điểm truyền thống về sự nhập thể thì những người theo thuyết Ngũ Tuần Nhất Thể (Oneness Pentecostalism) tin vào học thuyết nhất thể. Mặc dù cả thuyết nhất thể và Cơ Đốc giáo truyền thống đều dạy rằng Chúa là một linh hồn duy nhất, những người theo thuyết nhất thể bác bỏ ý tưởng rằng Chúa tồn tại trong thể Ba Ngôi. Thuyết nhất thể dạy rằng có một Chúa thể hiện theo những cách khác nhau, trái ngược với một Chúa trong Ba Ngôi, nơi Chúa được coi là một thực thể bao gồm ba ngôi vị riêng biệt. Giáo phái Nhân chứng Giê-hô-va tin rằng Chúa Giê-su là tạo vật trực tiếp duy nhất của Chúa và qua Người, Chúa đã tạo ra mọi thứ khác. Sự nhập thể của Người được coi là tạm thời, sau đó Chúa Kitô đã lấy lại hình dạng tinh thần và thiên thần của mình. Chúa Kitô không được coi là thần thánh hoặc ngang hàng với Chúa Cha. Sau khi phục sinh, Chúa Jesus đã mang tạm hình dạng con người, mặc dù cuối cùng cũng đã lấy lại phong độ thánh linh của mình. 
Theo thần học của những tín nhân Thánh Hữu Ngày Sau thì hai trong ba đấng thiêng liêng của Thiên Chúa Ba Ngôi đã hoàn thiện, tôn vinh, tôn cao các thân thể vật chất (thuộc thể) gồm là Cha Thiên thượng (Elohim) và Chúa Con (Jehovah). Thay vì coi Đức Chúa Cha, Đức Chúa Con và Đức Thánh Linh là một về bản chất hoặc bản thể với nhau thì các tín nhân giáo phái Các Thánh Hữu Ngày Sau hiểu sự hợp nhất của Thiên Chúa Ba Ngôi là biểu tượng cho các đặc điểm và mục đích hoàn toàn hợp nhất của Các Ngài, đồng thời thừa nhận rằng các Ngài là ba đấng riêng biệt và khác biệt. Để giải thích sự khác biệt này so với sự hiệp nhất của Chúa Ba Ngôi theo nghĩa đen hơn là nghĩa bóng, Các Thánh Hữu Ngày Sau thường trích dẫn trong giáo lý của giáo phái này những đoạn dạy rằng: "Vậy nên, mọi điều tốt lành đều đến từ Thượng Đế, và điều xấu xa đều đến từ ma quỷ vì ma quỷ là kẻ thù của Thượng Đế, và thường địch lại Ngài và liên tục mời gọi và dụ dỗ phạm tội và làm điều xấu xa đê hèn. Nhưng này, điều gì thuộc về Thượng Đế thì tiếng Chúa luôn gọi mời và dẫn dụ làm điều thiện, vậy nên, hãy biết yêu mến Thượng Đế và cung phụng Ngài, đều được Thượng Đế soi dẫn. Vì này, Đức Thánh Linh của Đấng Ky Tô được ban cho mọi người, để họ có thể biết điều thiện và điều ác, vậy nên, chỉ cho các người cách phán đoán, vì mọi điều mời gọi làm điều thiện và thuyết phục tin vào Đấng Ky Tô, đều được ban cho bởi quyền năng và ân tứ của Đấng Ky Tô, vậy nên các người có thể biết với sự hiểu biết hoàn hảo rằng điều đó đến từ Thượng Đế. Nhưng bất cứ điều gì thuyết phục con người làm điều ác, không tin vào Đấng Ky Tô, chối bỏ Ngài và không phục vụ cho Thượng Đế, thì các người có thể biết với sự hiểu biết toàn năng rằng điều đó đến từ ma quỷ. Vậy nên, tôi nài xin anh em, hỡi anh em, hãy siêng năng kiếm tìm trong ánh sáng của Đấng Ky Tô để anh em có thể biết được điều thiện và điều ác, và nếu anh em nắm giữ mọi điều thiện và không đả kích nó, thì chắc chắn anh em sẽ là con cái của Đấng Ky Tô".